# Elytrimitatrix clavata
Elytrimitatrix clavata là một loài bọ cánh cứng trong họ Cerambycidae.